# Turvolândia (kommun)
Turvolândia är en kommun i Brasilien.   Den ligger i delstaten Minas Gerais, i den sydöstra delen av landet, 700 km söder om huvudstaden Brasília. Antalet invånare är 4 658.
Följande samhällen finns i Turvolândia:
- Turvolândia

Omgivningarna runt Turvolândia är huvudsakligen savann. Runt Turvolândia är det ganska glesbefolkat, med 48 invånare per kvadratkilometer.